# Грант Дойл (тенісист)
Грант Дойл (англ. Grant Doyle; нар. 9 січня 1974) — колишній австралійський тенісист.
Найвищу одиночну позицію світового рейтингу — 173 місце досяг 20 жовтня 1997, парну — 165 місце — 15 серпня 1994 року.
Здобув 4 парні титули.
Найвищим досягненням на турнірах Великого шолома було 3 коло в парному розряді.

## Юніорські фінали турнірів Великого шолома

### Одиночний розряд: 1 (1 перемога)
| Результат | Рік  | Турнір                                 | Покриття | Суперник   | Рахунок  |
| --------- | ---- | -------------------------------------- | -------- | ---------- | -------- |
| Перемога  | 1992 | Відкритий чемпіонат Австралії з тенісу | Тверде   | Браян Данн | 6–2, 6–0 |

### Парний розряд: 3 (3 перемоги)
| Результат | Рік  | Турнір                                 | Покриття | Partnet       | Суперники                         | Рахунок       |
| --------- | ---- | -------------------------------------- | -------- | ------------- | --------------------------------- | ------------- |
| Перемога  | 1991 | Відкритий чемпіонат Австралії з тенісу | Тверде   | Джошуа Ігл    | Джеймі Гомс Пол Кілдеррі          | 7–6, 6–4      |
| Перемога  | 1992 | Відкритий чемпіонат Австралії з тенісу | Тверде   | Бредлі Сіні   | Лекс Каррінґтон Джейсон Томпсон   | 6–4, 6–4      |
| Перемога  | 1992 | Відкритий чемпіонат Франції з тенісу   | Ґрунт    | Енріке Абароа | Євген Кафельников Алекс Радулеску | 7–6(7–0), 6–3 |

## Фінали ATP Челленджер і ITF Ф'ючерс

### Одиночний розряд: 2 (0–2)
| Легенда              |
| -------------------- |
| ATP Челленджер (0–1) |
| ITF Ф'ючерс (0–1)    |

| Фінали за покриттям |
| ------------------- |
| Тверде (0–1)        |
| Ґрунт (0–0)         |
| Трава (0–0)         |
| Килим (0–1)         |

| Результат | В-П | Дата     | Турнір               | Рівень     | Покриття | Суперник       | Рахунок            |
| --------- | --- | -------- | -------------------- | ---------- | -------- | -------------- | ------------------ |
| Поразка   | 0–1 | Лют 1998 | West Bloomfield, США | Челленджер | Тверде   | Алекс О'Браєн  | 6–4, 3–6, 4–6      |
| Поразка   | 0–2 | Чер 2000 | Ірландія F1, Дублін  | Ф'ючерс    | Килим    | Крістіан Плесс | 3–6, 7–6(7–5), 1–6 |

### Парний розряд: 11 (5–6)
| Легенда              |
| -------------------- |
| ATP Челленджер (4–5) |
| ITF Ф'ючерс (1–1)    |

| Фінали за покриттям |
| ------------------- |
| Тверде (3–5)        |
| Ґрунт (2–1)         |
| Трава (0–0)         |
| Килим (0–0)         |

| Результат | В-П | Дата     | Турнір                    | Рівень     | Покриття | Партнер           | Суперники                        | Рахунок       |
| --------- | --- | -------- | ------------------------- | ---------- | -------- | ----------------- | -------------------------------- | ------------- |
| Поразка   | 0–1 | Лип 1993 | Аптос, США                | Челленджер | Тверде   | Крістіано Каратті | Гілад Блюм Крістіан Сакіану      | 5–7, 3–6      |
| Поразка   | 0–2 | Сер 1993 | Бронкс, США               | Челленджер | Тверде   | Вейн Артурс       | Йохан де Бір Кевін Ульєтт        | 6–7, 6–7      |
| Перемога  | 1–2 | Тра 1994 | Бохум, Німеччина          | Челленджер | Ґрунт    | Майкл Теббутт     | Ендрю Флорент Александар Кітінов | 4–6, 7–6, 7–6 |
| Перемога  | 2–2 | Сер 1994 | Цинциннаті, США           | Челленджер | Тверде   | Пол Кілдеррі      | Браян Ґ'єтко Кевін Ульєтт        | 6–3, 6–4      |
| Поразка   | 2–3 | Гру 1996 | Перт, Австралія           | Челленджер | Тверде   | Ендрю Кратцманн   | Джеймі Гомс Ендрю Пейнтер        | 5–7, 4–6      |
| Поразка   | 2–4 | Чер 1997 | Вайден, Німеччина         | Челленджер | Ґрунт    | Майлз Вейкфілд    | Джефф Грант Марк Мерклейн        | 4–6, 6–7      |
| Перемога  | 3–4 | Лип 1997 | Гранбі, Канада            | Челленджер | Тверде   | Марк Мерклейн     | Еял Ерліх Лоренцо Манта          | 7–5, 6–3      |
| Перемога  | 4–4 | Вер 1997 | Единбург, Велика Британія | Челленджер | Ґрунт    | Вейн Артурс       | Джеймі Гомс Кріс Гаггард         | 4–6, 6–2, 6–2 |
| Поразка   | 4–5 | Лют 1999 | Амарилло, США             | Челленджер | Тверде   | Ендрю Пейнтер     | Боб Браян Майк Браян             | 4–6, 2–6      |
| Перемога  | 5–5 | Кві 2000 | США F8, Літл-Рок          | Ф'ючерс    | Тверде   | Фредерік Ніємеєр  | Пітер Калітз Джефф Вільямс       | 6–2, 6–2      |
| Поразка   | 5–6 | Кві 2000 | США F9, Маунт-Плезант     | Ф'ючерс    | Тверде   | Джеймс Грінхелг   | Ґевін Сонтаґ Джеррі Турек        | 6–7(3–7), 5–7 |

## Досягнення
| W | Ф | ПФ | ЧФ | #Р | КТ | К# | DNQ | A | NH |

### Одиночний розряд
| Турніри Великого шлему                 |     |     |     |     |     |     |     |     |     |     |     |       |     |    |
| Відкритий чемпіонат Австралії з тенісу | К3р | К1р | 1р  | 1р  | К1р | 1р  |     | 1р  | К1р | К2р | К3р | 0 / 4 | 0–4 | 0% |
| Відкритий чемпіонат Франції з тенісу   |     |     |     |     | К2р | К1р | 1р  | К1р | К1р |     |     | 0 / 1 | 0–1 | 0% |
| Вімблдонський турнір                   |     |     | 1р  | 1р  | К3р | К2р | К3р | К3р | К3р | К1р |     | 0 / 2 | 0–2 | 0% |
| Відкритий чемпіонат США з тенісу       |     |     | К3р | К2р | 1р  | К3р | К1р | К3р | К1р |     |     | 0 / 1 | 0–1 | 0% |
| В-П                                    | 0–0 | 0–0 | 0–2 | 0–2 | 0–1 | 0–1 | 0–1 | 0–1 | 0–0 | 0–0 | 0–0 | 0 / 8 | 0–8 | 0% |
| Тур ATP Мастерс 1000                   |     |     |     |     |     |     |     |     |     |     |     |       |     |    |
| Індіан-Веллс                           |     |     |     |     |     | К1р |     |     |     |     |     | 0 / 0 | 0–0 | –  |
| Відкритий чемпіонат Маямі з тенісу     |     |     |     |     |     | К2р |     | К1р |     |     |     | 0 / 0 | 0–0 | –  |
| Рим                                    |     |     |     |     | К3р |     |     |     |     |     |     | 0 / 0 | 0–0 | –  |
| Мастерс Цинциннаті                     |     |     |     | 1р  | К1р |     |     |     |     |     |     | 0 / 1 | 0–1 | 0% |
| В-П                                    | 0–0 | 0–0 | 0–0 | 0–1 | 0–0 | 0–0 | 0–0 | 0–0 | 0–0 | 0–0 | 0–0 | 0 / 1 | 0–1 | 0% |

### Парний розряд
| Турніри Великого шлему                 |     |     |     |     |     |     |     |     |     |        |      |     |
| Відкритий чемпіонат Австралії з тенісу | 2р  | 3р  | 1р  | 2р  | 1р  | 1р  | 1р  | 2р  | 3р  | 0 / 9  | 7–9  | 44% |
| Відкритий чемпіонат Франції з тенісу   |     |     |     |     |     |     |     |     |     | 0 / 0  | 0–0  | –   |
| Вімблдонський турнір                   | К2р |     | К2р | 1р  | 1р  | К3р | К2р | К1р | К1р | 0 / 2  | 0–2  | 0%  |
| Відкритий чемпіонат США з тенісу       |     |     |     | К1р |     |     |     |     |     | 0 / 0  | 0–0  | –   |
| В-П                                    | 1–1 | 2–1 | 0–1 | 1–2 | 0–2 | 0–1 | 0–1 | 1–1 | 2–1 | 0 / 11 | 7–11 | 39% |
| Тур ATP Мастерс 1000                   |     |     |     |     |     |     |     |     |     |        |      |     |
| Відкритий чемпіонат Маямі з тенісу     |     |     |     |     | 2р  |     |     |     |     | 0 / 1  | 1–1  | 50% |
| Мастерс Цинциннаті                     |     |     |     | 1р  |     |     |     |     |     | 0 / 1  | 0–1  | 0%  |
| В-П                                    | 0–0 | 0–0 | 0–0 | 0–1 | 1–1 | 0–0 | 0–0 | 0–0 | 0–0 | 0 / 2  | 1–2  | 33% |